# König (Patriziergeschlecht)
Die Königs waren eine dem reichsstädtischen Patriziat angehörende Großhändler- und Ratsherrenfamilie in der Reichsstadt Kempten.

## Geschichte
Eine frühe Erwähnung dieses Namens stammt aus dem Jahr 1440, als Vincentius König die Tochter von Johann Kreler heiratet. Drei Jahre später kommt Vincents König als Sohn der Vermählten auf die Welt. 1530 in Augsburg und 1531 in Brüssel erhält ein im Jahr 1505 geborener Vincenz Kunig, als das Haupt der Kempter Linie und Sohn des 1443 geborenen Vincents König, von Kaiser Karl V. Wappenbriefe. Das Haupt des Geschlechts kam aus Kaufbeuren, war ab 5. Mai 1531 Bürger zu Kempten, war mit der Kempter Patriziertochter Juliana Seltman verheiratet und verstarb 1569.
Sieben Namensträger bekleideten das Amt des Kempter Bürgermeisters, davon sechs als Bürgermeister der Reichsstadt Kempten: 1592 Joseph König, 1609 Tobias König, 1651 Ferdinand König, 1698 Jacob König, 1726 Hieronimus Bartholomäus König und 1764 Johann Georg König. Der Ratsherr Georg Matthias von König war von 1818 bis 1824 der erste Bürgermeister von Kempten nach dem formalen Ende des Heiligen Römischen Reichs. 
1630 erhielt die Patrizierfamilie ein Diplom bzw. die Bestätigung ihres Handelszeichens vom Kaiser Ferdinand auf den Großhandel. 
Die Schlesische Linie erhielt am 14. September 1710 den böhmischen Ritterstand, für die beiden Brüder Martin Matthias, Kaufmann in Breslau, und Christoph Ludwig König. Das schlesische Inkolat erfolgte am 16. Juli 1729 für des ersteren Witwe und Kinder.
Johann Georg König, 1764 Bürgermeister von Kempten, betrieb mit seinem Neffen, dem Kempter Kaufmann Otto Philipp Zeller (* um 1712), einen „ausgebreiteten Leinenhandel nach Italien“. Johann Georg Königs Neffe war mit Sabine Barbara Zeller, geb. König († 1764), verheiratet und Vater von Caspar Zeller (1756–1823), Gründer eines Hamburger Handelshauses.
Am 29. Januar 1779 erhielt Georg Matthias König (1757–1825) zu Wien den Reichsadelsstand. Nach Anlegung der Adelsmatrikel des Königreichs Bayern wurde die Schwäbische Linie der Familie König in seiner Person am 6. März 1809 in dieselbe eingetragen.
Gebäude der Familie waren unter anderem die König’schen Häuser und das Ponikauhaus.

## Wappen

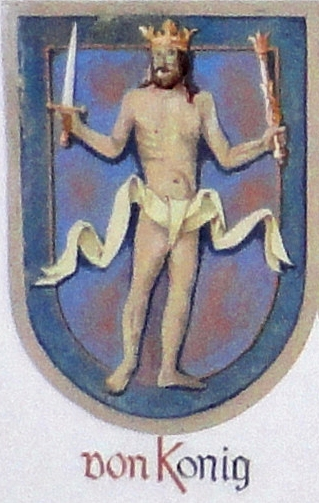
Wappen der Familie König auf dem Kemptner Rathaus
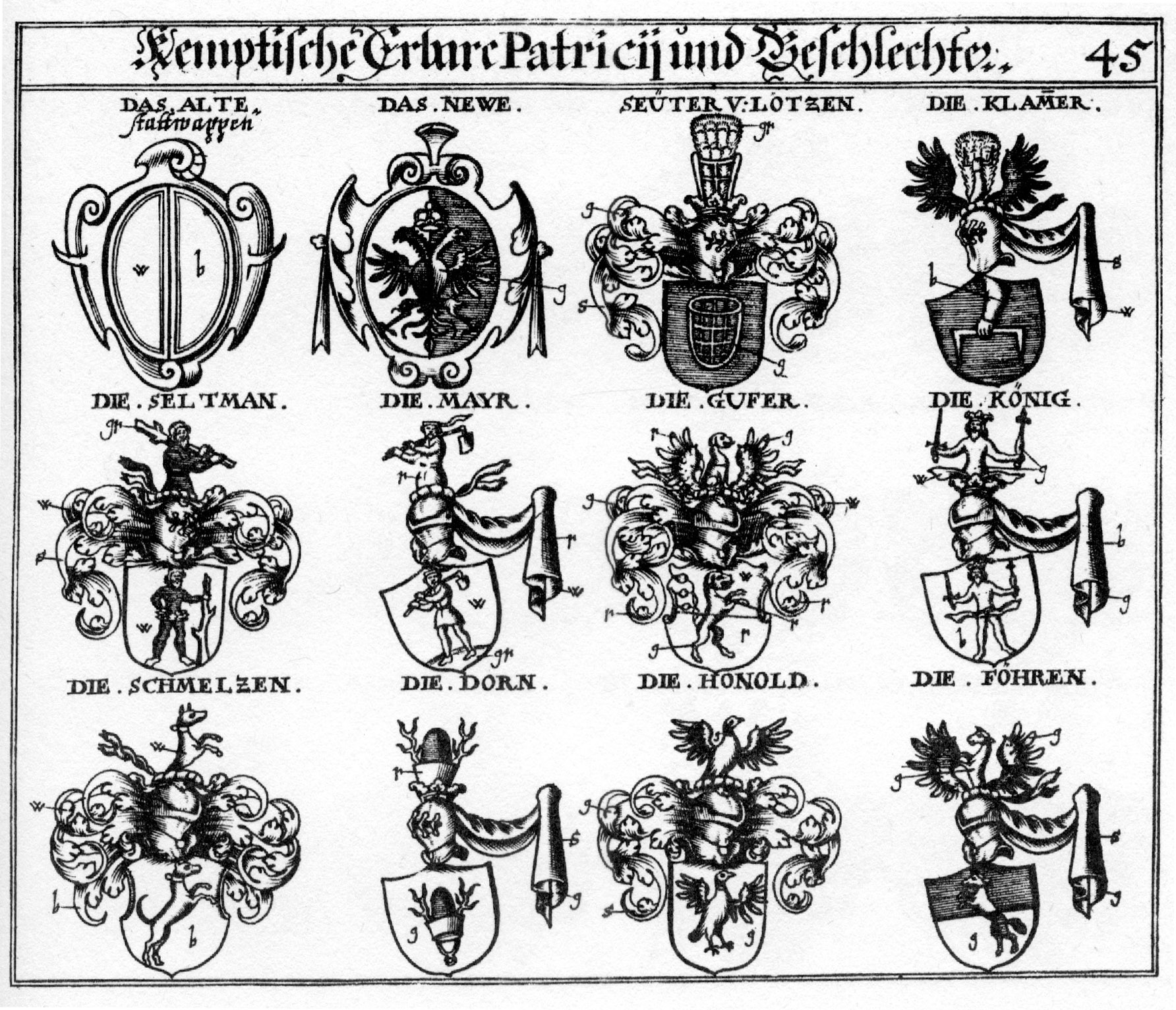
Wappendarstellung in Johann Siebmachers Wappenbuch: Kemptische Erbare Patricii und Geschlechter.
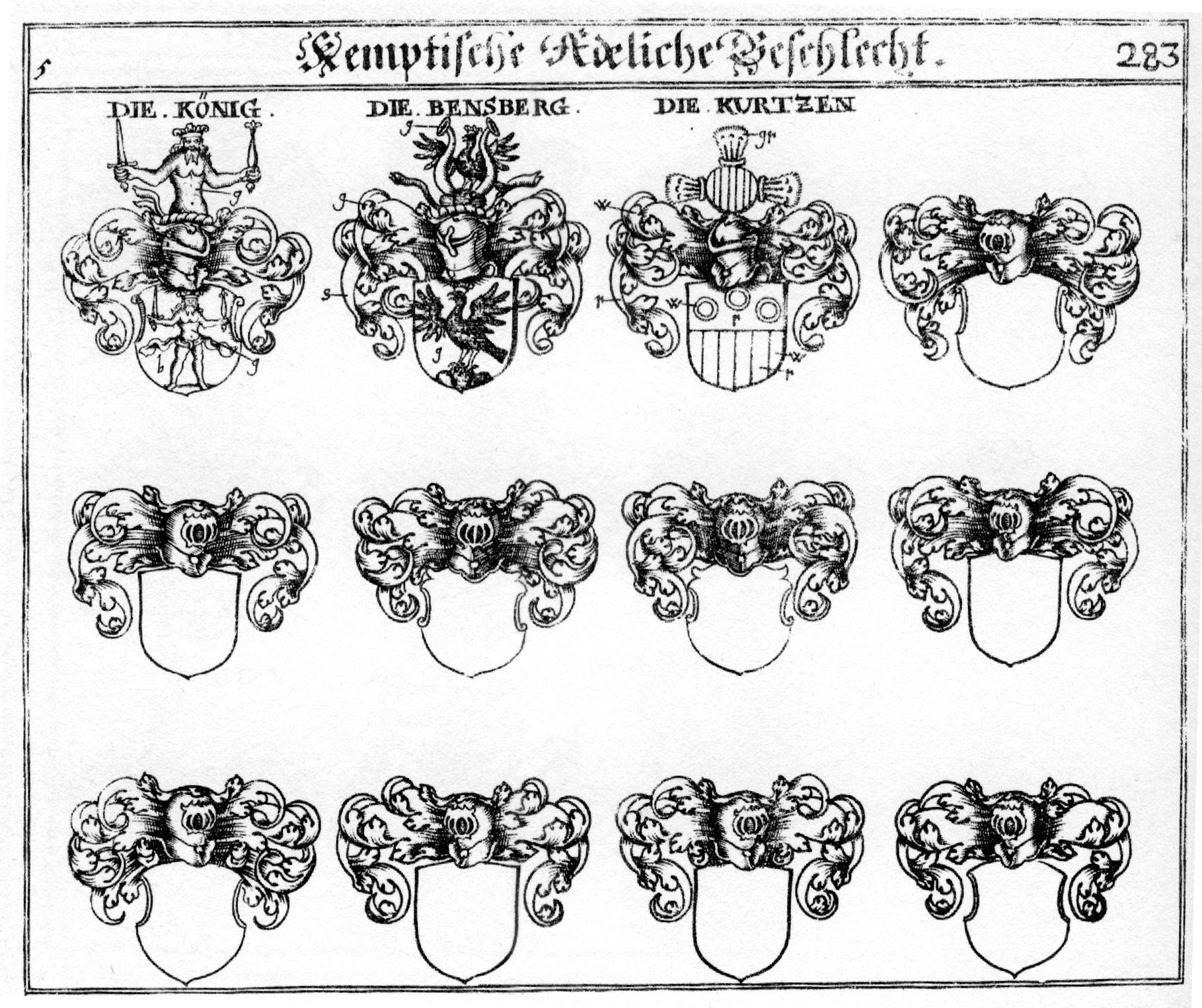
Wappendarstellung in Johann Siebmachers Wappenbuch: Kemptische Adeliche Geschlecht.

### Hauptwappen
Das Hauptwappen des Patriziergeschlechts hat auf einem blauen Grund ein gelbes, gekröntes, nacktes Mannsbild. Die Scham ist verdeckt mit einer weißen Binde, in seiner Rechten ein bloßes Schwert, in der Linken ein gelbes Zepter haltend.

### Handelszeichen
Eine Hagelrune (Hagalaz) über einem Halbmond. Dieser ist in einem einfachen, aber auch doppelten Strich ausgeführt.